# 加納剛太
加納 剛太（かのう ごうた、1938年10月2日 - ）は、日本の工学者。工学博士。専門は半導体工学。
砒化ガリュウム（GaAs）半導体を用いた携帯電話用化合物半導体集積回路・GaAs MMICの開発実用化、ビスマス多層ペロブスカイト型強誘電体を用いた非接触ICカード用不揮発性メモリ集積回路・FeRAM LSIの開発実用化の貢献に努めた。
2000年、工学分野における研究の在り方に関する新しい概念を、（社）映像情報メディア学会に発起人の一人として提唱し、「起業工学」という学問体系の構築を推進した。同年、マルチメディア・アントレプレナー研究会（後に起業工学研究会と改称、通称アントレ研）を発起人の一人として設立し､2003年には委員長を務めた。
松下電器産業株式会社にて、松下電子工業株式会社常務取締役技術本部長兼電子総合研究所所長などを歴任後、高知工科大学大学院教授、京都市高度技術研究所顧問、京都工芸繊維大学大学院客員教授などを経て、米国シンメトリックス社取締役顧問、米国コロラド大学コロラドスプリングス校特任教授、高知工科大学名誉教授を兼任している。

## 人物
加納は、日米の互いに異なる文化　～製造・ハード力と設計・ソフト力～　が相互に補完しあう「日米補完協業」というR&Dの在り方を提唱した。これに対しアメリカのen:EE Times社や元Wired誌寄稿編集者のボブ・ジョンストンは、事実を踏まえた上で新しい考え方として評価した。

## 略歴
- 1961 大阪大学工学部電気工学科卒業 松下電器産業株式会社入社、松下電子工業株式会社取締役電子総合研究所所長、同常務取締役技術本部長などを歴任
- 1998 松下電器産業株式会社定年退職、高知工科大学大学院基盤工学専攻起業家コース教授、同起業家コース長、総合研究所国際アフィリエイトセンター所長などを歴任
- 2007 高知工科大学定年退職、同大学名誉教授
- 2008 (財)京都高度技術研究所文部科学省知的クラスター創成事業京都環境 クラスター本部事業化ディレクター
- 2010 同研究所退職、同本部顧問、大阪電気通信大学客員教授
- 2013 同客員教授を退職後、京都工芸繊維大学大学院客員教授
- 2015 （米国）シンメトリック社取締役顧問、米国コロラド大学コロラドスプリングス校特任教授を兼務
- 2020 京都工芸繊維大学大学院客員教授を退職、現在に至る。この間、大阪大学非常勤講師、北海道大学客員教授、米国デユポン社顧問、中国哈爾浜工業大学招聘教授、米国プラズマコ社取締役を経歴。

## 受賞
- IEEE（米国電気電子学会）フェロー（1995）
- ISIF（国際強誘電体集積回路学会）生涯業績賞（1999）
- IEEE(米国電気電子学会)生涯フェロー（2014）
- Marquis Who's Who Worldwide Lifetime Achievement Award (2017)

## 著書
- 『半導体デバイスとその応用』応用物理学会編（第1章）、日刊工業新聞社、1975
- 『映像の明日をひらく青色発光』（第4章）、放送文化基金財団、1997
- 『映像情報メディア工学大事典』（第12部門「起業工学」総説）、（一社）映像情報メディア学会・オーム社、2010
- 『「起業工学」・新規事業を生み出さす経営力』(編著)、幻冬舎ルネッサン、2012
- 『「起業工学」・日本復活の鍵』（監修）、冨山房インターナショナル、2016
- 『「ディープ・イノベーション」・起業工学が開く人類の新たな地平』（編著）、冨山房インターナショナル、2018
- 『エレクトロニクス産業の興亡～伝統から未来へ～ 価値創造への挑戦』（編著）、22世紀アート、2021